# Carapelia
×Carapelia là chi thực vật có hoa trong họ Apocynaceae.